# Kanton Fontoy
Der Kanton Fontoy war ein bis 2015 bestehender französischer Wahlkreis im Arrondissement Thionville-Ouest, im Département Moselle und in der Region Lothringen. Hauptort war die Stadt Fontoy (deutsch Fentsch).
Der Kanton hatte im Jahre 1999 21.406 Einwohner auf 121,21 km² Fläche.

## Gemeinden
| Gemeinde       | Einwohner | Code postal | Code Insee |
| -------------- | --------- | ----------- | ---------- |
| Angevillers    | 1.185     | 57440       | 57022      |
| Audun-le-Tiche | 5.757     | 57390       | 57038      |
| Aumetz         | 2.225     | 57710       | 57041      |
| Boulange       | 1.776     | 57655       | 57096      |
| Fontoy         | 3.149     | 57650       | 57226      |
| Havange        | 330       | 57650       | 57305      |
| Lommerange     | 313       | 57650       | 57411      |
| Ottange        | 2.590     | 57840       | 57529      |
| Rédange        | 820       | 57390       | 57565      |
| Rochonvillers  | 207       | 57840       | 57586      |
| Russange       | 1.068     | 57390       | 57603      |
| Tressange      | 1.986     | 57710       | 57678      |